# Lasy deszczowe
Las deszczowy, las wiecznie zielony – formacja roślinna zdominowana przez wiecznie zielone lasy występujące na obszarach o rocznej sumie opadów przekraczającej 2000 mm, wysokiej temperaturze o niskich amplitudach dziennych i rocznych oraz wysokiej wilgotności powietrza.
W zależności od ujęcia systematycznego lasy deszczowe bądź traktuje się jako jeden biom, bądź dzieli się je na formacje roślinne niższego rzędu, głównie na lasy deszczowe strefy równikowej i strefy umiarkowanej lub na wilgotne lasy równikowe (w tym namorzyny i górskie lasy mgliste), wilgotne lasy podzwrotnikowe (w tym lasy wawrzynolistne) i wilgotne lasy strefy umiarkowanej.

## Lasy deszczowe strefy równikowej

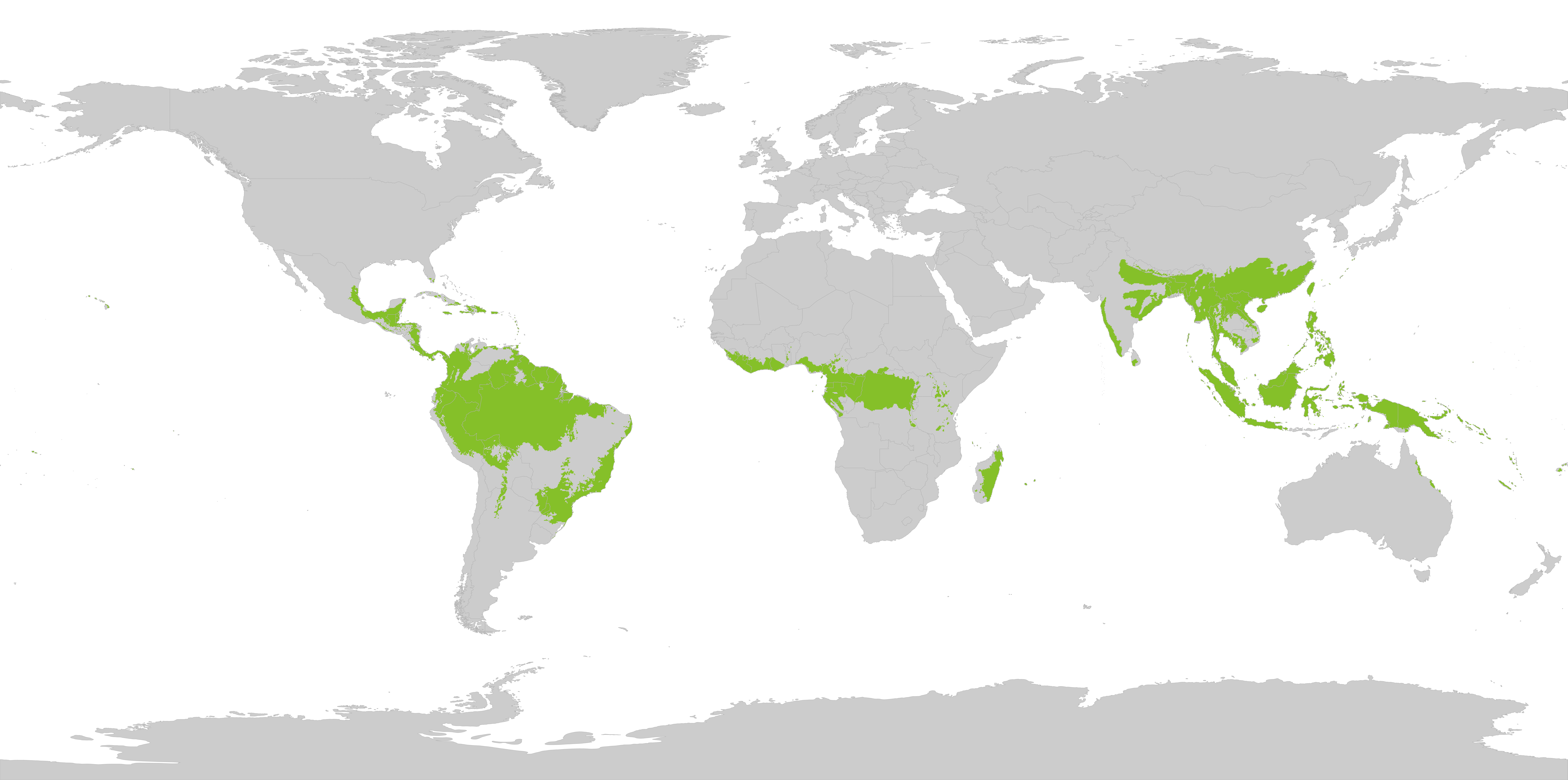
Zasięg lasów deszczowych strefy równikowej

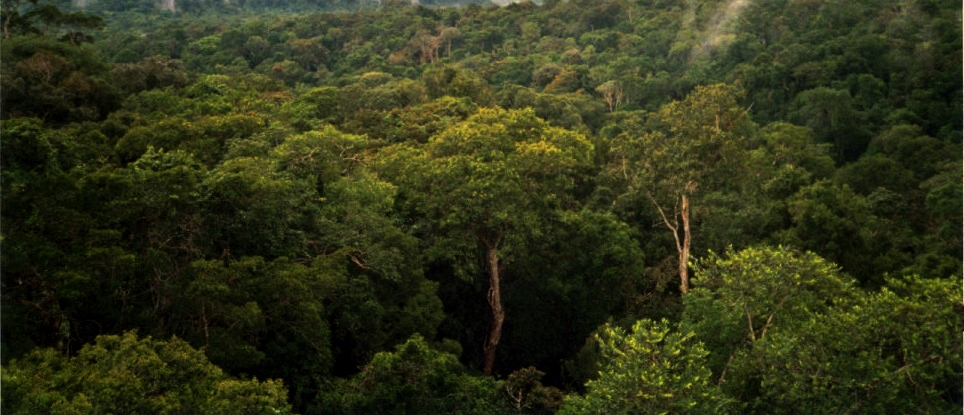
Wilgotny las równikowy

Ten typ lasów deszczowych, charakteryzujący się ogromną różnorodnością form życiowych, występuje na najbardziej wilgotnych obszarach klimatu tropikalnego, przede wszystkim w Amazonii, na Obszarze Gwinejsko-Kongijskim, w Azji Południowo-Wschodniej, w Ameryce Środkowej oraz w północno-wschodniej Australii i na wyspach Oceanii. Obszar ten charakteryzuje całoroczna wysoka temperatura (średnie wartości miesięczne 25–28 °C) o niskiej amplitudzie dziennej, powodująca niewystępowanie pór roku, codzienne popołudniowe opady deszczu (suma roczna 2000–4000 mm) oraz wysoka wilgotność powietrza.
W wilgotnych lasach równikowych dominują fanerofity. Drzewa osiągają wysokość 60 metrów i cechują się brakiem pierścieni przyrostów rocznych w pniu, skórzastym ulistnieniem, ułatwiającym spływanie wody oraz ciągłym kwitnieniem. Charakterystycznym elementem tropikalnych lasów deszczowych są liany, epifity i hemiepifity. Runo leśne, choć obfite, jest ubogie florystycznie, składa się przede wszystkim z cieniolubnych chamefitów z rodzin begoniowatych, obrazkowatych, ostrojowatych, marzanowatych oraz widliczki i paprocie. W formacji tej spotyka się też charakterystyczne rośliny pasożytnicze, z rodziny gałecznicowatych i bukietnicowatych.
W wyższych szerokościach geograficznych wilgotne lasy równikowe przechodzą w uboższą florystycznie formację wiecznie zielonych lasów strefy subtropikalnej i umiarkowanej oraz lasy subtropikalne częściowo wiecznie zielone, a wraz ze zmniejszeniem wilgotności w suche lasy tropikalne i sawanny.
Górskie wilgotne lasy równikowe

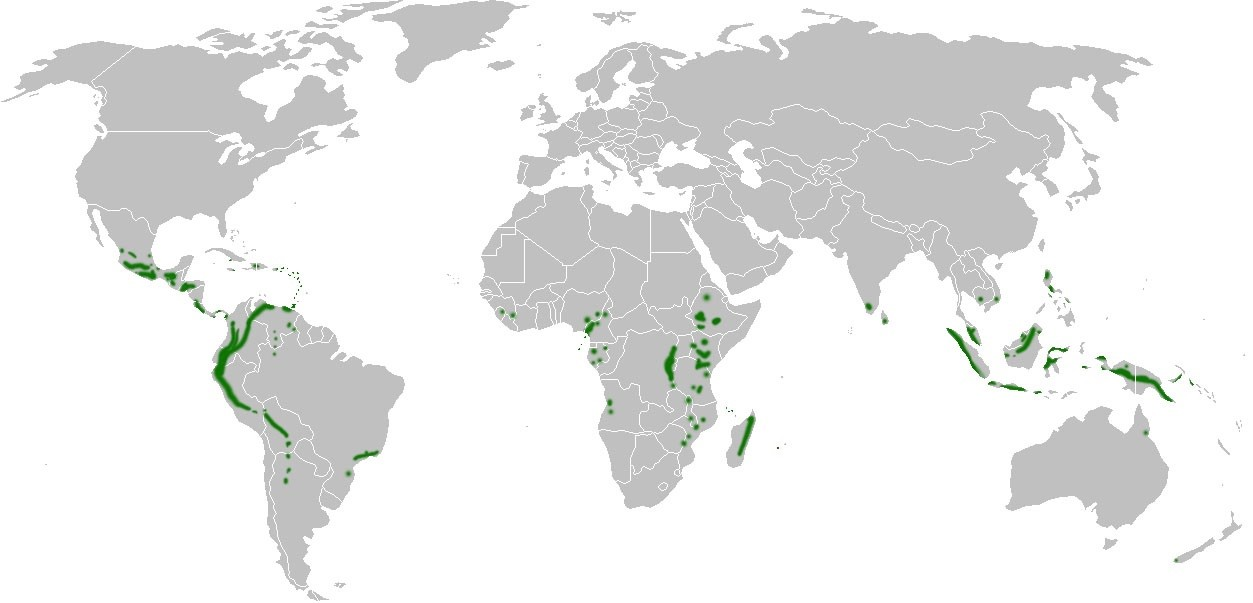
Zasięg lasów mglistych

Lasy mgliste powstają w strefie równikowej na wysokościach, na których zachodzi kondensacja pary wodnej, powodująca tworzenie się chmur i mgieł, i sięgają górnej granicy lasu, do wysokości około 3500 m n.p.m. Charakteryzuje się występowaniem niskich i pokrzywionych drzew oraz mnogością epifitów: mchów, wątrobowców, porostów, paproci i widłaków.

## Lasy deszczowe strefy umiarkowanej

Zasięg lasów deszczowych strefy umiarkowanej

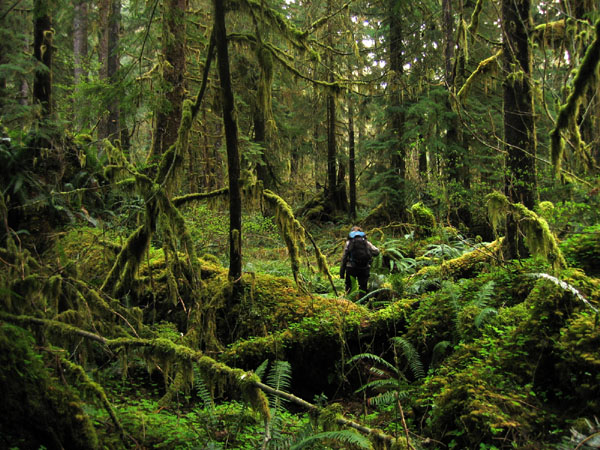
Las deszczowy strefy umiarkowanej

Ta formacja roślinna rozwija się w klimacie oceanicznym, ciepłym i wilgotnym, z okresowym ochłodzeniem. Zajmują niewielkie, rozproszone przestrzenie w oddalonych od siebie regionach, przede wszystkim we wschodniej Azji (południowa Japonia, Korea i południowo-wschodnie Chiny), w południowo-wschodniej Ameryce Północnej (od Luizjany i Florydy do Karoliny Północnej), na amerykańskich wybrzeżach Pacyfiku, w Chile, Nowej Zelandii, Tasmanii, północno-wschodniej Australii, południowej Brazylii oraz atlantyckich wybrzeżach Europy i Wyspach Kanaryjskich (lasy wawrzynolistne). Wraz z ochłodzeniem się klimatu przechodzą w formację lasów zrzucających liście na zimę.
W lasach tych dominują fanerofity. Drzewa osiągają wysokość 30 metrów. Lasy te, w zależności od szerokości geograficznej, są bądź wielogatunkowe, bądź jednogatunkowe. Znaczny jest również udział drzew iglastych. Runo leśne tworzą głównie chamefity, ale w przeciwieństwie do lasów równikowych stanowią je również hemikryptofity i terofity.